# 常书铭
常书铭（1973年3月—），男，汉族，山西泽州人，中华人民共和国政治人物。曾任晋中市委副书记，市政府党组书记、市长。现任中共晋中市委书记。第十四届全国人大代表。

## 经历
2019年4月，任晋中市委副书记、市政府党组书记、市长。
2023年3月，任中共晋中市委书记。